# Kreidacher Höhe
Die Kreidacher Höhe ist eine Passhöhe im Odenwald in der Gemarkung Wald-Michelbach der Gemeinde Wald-Michelbach im Landkreis Bergstraße in Hessen.

## Geographische Lage
Die Kreidacher Höhe ist ein verkehrsgünstig gelegener 423 Meter hoher Bergsattel im Vorderen Odenwald westlich von Wald-Michelbach und östlich von Kreidach. Hier liegt der niedrigste Punkt der Wasserscheide zwischen dem Ulfenbach im Osten und der Weschnitz im Westen. Die Grenze der Gemarkung Wald-Michelbach reicht von Osten etwas über die Kammlinie der Wasserscheide hinaus. An der Grenze zur Kreidacher Gemarkung, etwas nördlich der Passhöhe, liegt das Hotel Kreidacher Höhe. Die Talhänge hinab nach Kreidach zum Mörlenbach sind steil und von einem kurzen Seitenbach zertalt.

## Verkehr
Die Kreidacher Höhe bündelt den Verkehr vom Weschnitztal zum Überwald. Nicht nur, dass unter ihr hindurch der 679 Meter lange Waldmichelbacher Tunnel der Überwaldbahn führt, sondern auf der Höhe treffen sich Straßen aus vier Richtungen.
Die Landesstraße 3120 überquert die Höhe und verbindet so Mörlenbach mit Wald-Michelbach. Der Anstieg von Kreidach ist wegen der steilen Talhänge sehr kurvenreich. Es gilt, rund 110 Höhenmeter zu gewinnen.
Aufgrund der sehr vielen Kurven ist die Strecke bei Motorradfahrern sehr beliebt und als „Bergrennstrecke“ bekannt.
Entlang der Kammlinie nach Norden führt die Landesstraße 3409 über Stallenkandel und Zotzenbach nach Rimbach. Und entlang der Kammlinie nach Süden führt die Landesstraße 535 über Siedelsbrunn und Abtsteinach nach Neckarsteinach. Schließlich zweigt hier die Straße Kreidacher Höhe zu dem gleichnamigen Hotel ab.
Auch Wanderwege wie der Höhenwanderweg von der Tromm zum Hardberg führen über die Kreidacher Höhe.